# Martin (Tennessee)
Martin is een plaats (city) in de Amerikaanse staat Tennessee, en valt bestuurlijk gezien onder Weakley County.

## Demografie
Bij de volkstelling in 2000 werd het aantal inwoners vastgesteld op 10.515.
In 2006 is het aantal inwoners door het United States Census Bureau geschat op 10.104, een daling van 411 (-3.9%).

## Geografie
Volgens het United States Census Bureau beslaat de plaats een oppervlakte van
32,2 km², waarvan 32,1 km² land en 0,1 km² water. Martin ligt op ongeveer 124 m boven zeeniveau.

## Geboren
- Hayden White (1928-2018), historicus

## Plaatsen in de nabije omgeving
De onderstaande figuur toont nabijgelegen plaatsen in een straal van 20 km rond Martin.